# Anthracothorax mango
El mango jamaicano o mango jamaiquino (Anthracothorax mango) es una especie de ave apodiforme de la familia Trochilidae, perteneciente al género Anthracothorax. Es endémica de Jamaica.

## Distribución y hábitat
Se distribuye por toda la isla de Jamaica. Habita en una amplia gama de vegetaciones de tierras bajas abiertas y semiabiertas, incluyendo áreas áridas, jardines y plantaciones. Es común en bordes del bosque desde el nivel del mar hasta los 800 m de altitud. Es regular pero rara, excepto entre junio y agosto en bordes de bosque naturales en altitudes medias húmedas y bosques enanos entre 900 y 1500 m; es escasa en manglares.

## Sistemática

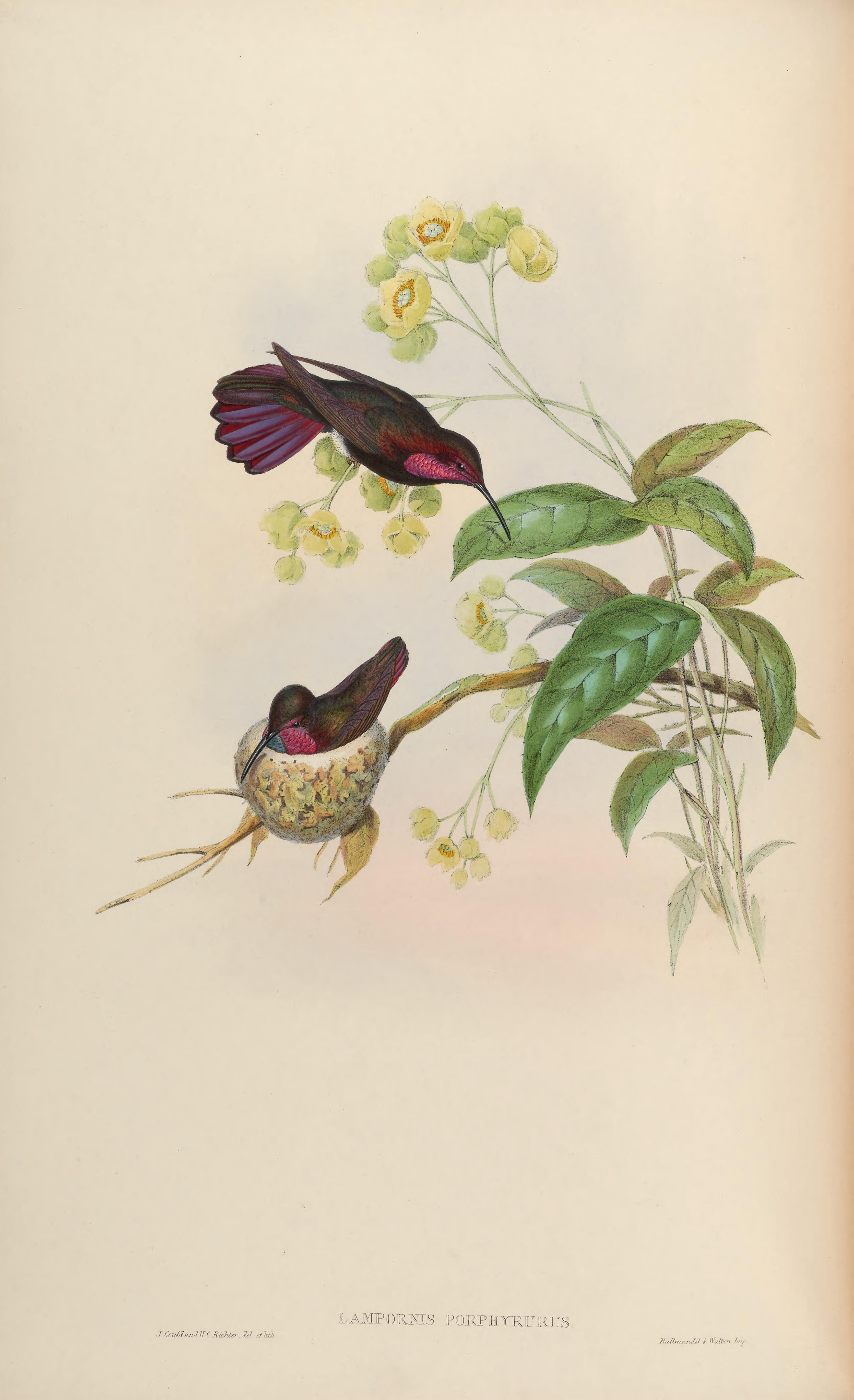
Lampornis porphyrurus sinónimo de Anthracothorax mango, ilustración de Gould y Richter en A monograph of the Trochilidae, or family of humming-birds vol. 4, 1861.

### Descripción original
La especie A. mango fue descrita por primera vez por el naturalista sueco Carlos Linneo en 1758 bajo el nombre científico Trochilus mango; su localidad tipo es: «Jamaica».

### Etimología
El nombre genérico masculino «Anthracothorax» se compone de las palabras del griego «anthrax» que significa ‘carbón’, y «thōrax» que significa ‘pecho’; y el nombre de la especie «mango», proviene del nombre común dado por los colonizadores británicos a la presente especie en el siglo XVII: «mango bird».

### Taxonomía
Es monotípica. Los estudios filogenéticos recientes con base en el espectro de color de plumaje, indican que esta especie es basal a todo el género.